# 愛新覚羅胤祥
愛新覚羅 胤祥（あいしんかくら いんしょう、アイシンギョロ・インシャン、満州語：ᠠᡞᠰᡞᠨ ᡤᡞᠣᠷᠣ
ᡳᠨ ᠰᡳᠶᠠᠩ、転写：aisin-gioro in-siyang、康熙25年10月1日（1686年11月16日） - 雍正8年5月4日（1730年6月18日））は、清の康熙帝の第十三子。母は敏妃のジャンギャ（janggiya、章佳）氏、同母妹に第十三女の和碩温恪公主と第十五女の和碩敦恪公主がいる。清が始まって9人目の鉄帽子王である。

## 概要
胤祥が14歳の時に生母を失い、胤禛（後の雍正帝）の母であるウヤ（烏雅）氏に育てられた。胤祥は長じて軍職に就き、禁軍を管掌した。
康熙61年（1722年）、康熙帝が崩御し、雍正帝が即位すると胤祥は怡親王に封ぜられ、総理戸部三庫に任じられた。翌雍正元年（1723年）には総理戸部に任じられた。胤祥は雍正帝の治世をよく支えたため、世襲が許される鉄帽子王の地位を獲得した。死後、賢の諡号が贈られた。雍正帝は胤祥の功労を記念し、允祥の名前を胤祥に戻すことを許した。雍正帝の兄弟は、雍正帝即位後、雍正帝の諱を避けるために胤の字を允に替えていたが、胤祥のみ自分の名に胤の字を保つことができたのである。
胤祥の5代孫に当たる怡親王載垣は咸豊帝の顧命八大臣の筆頭にあたる。

## 家族

### 妻妾
- 正室（嫡福晋）ジョーギャ（兆佳）氏（joogiya hala）：尚書マルハン（marhan、馬爾漢）の娘
- 側室（側福晋）フチャ（富察）氏（fuca hala）：佐領センゲ（sengge、僧格）の娘
- 側室（側福晋）ウス（烏蘇）氏（usu hala）：頭等護衛ギムボー（金保）の娘
- 側室（側福晋）グワルギャ（瓜爾佳）氏（gūwalgiya hala）：郎中アハジャン（ahajan、阿哈占）の娘
- 妾（庶福晋）シギャ（石佳）氏（sigiya hala）：領催ジュワンゲ（荘格）の娘
- 妾（庶福晋）ナラ（納喇）氏（nara hala）：軽車都尉ウルドゥン（呉爾敦）の娘

### 子女
男子
- 第1子：弘昌（康熙45年（1706年）11月10日 - 乾隆36年（1771年））、母はグワルギャ氏
- 第2子：夭折（康熙47年（1708年）10月1日 -　康熙48年（1709年）2月20日）、母はシギャ氏
- 第3子：弘暾（康熙49年（1710年）12月20日 - 雍正6年（1728年）7月20日）、母はジョーギャ氏
- 第4子：弘晈（中国語版）（康熙52年（1713年）5月25日 - 乾隆29年（1764年）8月14日）、母はジョーギャ氏
- 第5子：弘㫛（康熙55年（1716年）1月7日 - 康熙61年（1722年））、母はジョーギャ氏
- 第6子：弘昑（康熙55年（1716年）8月9日 - 雍正7年（1729年））、母はウス氏
- 第7子：弘暁（中国語版）（康熙61年（1722年）4月9日 - 乾隆43年（1778年）4月15日）、母はジョーギャ氏。弘暁の系統が怡親王の地位を世襲していった
- 第8子：綬恩（雍正3年（1725年）9月7日 - 雍正5年（1727年））、母はジョーギャ氏
- 第9子：アムフラン（阿穆瑚琅）（雍正4年（1726年）4月5日 - 雍正5年（1727年）3月15日）、母はナラ氏

女子
- 第1女：郡主（康熙42年（1703年）- 乾隆41年（1776年））、母はグワルギャ氏。康熙60年（1721年）5月、ジンジリ氏（津済里氏）のサクシン（薩克信）に嫁ぐ。
- 第2女：郡主（康熙46年（1707年）- 雍正4年（1726年））、母はジョーギャ氏。雍正元年（1722年）正月、イルゲンギョロ氏（伊爾根覚羅氏）のフセンゲ（富僧額）に嫁ぐ。
- 第3女：夭折（康熙49年（1710年）- 康熙50年（1711年））、母はフチャ氏。
- 第4女：和碩和恵公主（康熙53年（1714年）- 雍正9年（1731年））、母はジョーギャ氏。雍正7年（1729年）12月、ボルジギン氏のドルジセブテン（中国語版）（多爾済塞布騰）に嫁ぎ、一子サンジャイドルジ（桑斎多爾済）を生す。

## 登場作品
- テレビドラマ
  - 『李衛当官』『雍正王朝』：王輝（中国語版）
  - 『宮廷女官 若曦』：袁弘
  - 『九王奪位』：羅頌華（中国語版）
  - 『満清十三皇朝』：鄧徳光
  - 『宮 パレス 〜時をかける宮女〜』：田振崴
  - 『宮廷の茗薇 〜時をかける恋（中国語版）』：ワン・アンユー（中国語版）
- 映画
  - 『また蝶が舞う日まで（中国語版）』：陳暁